# Нечаиха (река)
Нечаиха — река в России, протекает в Усольском районе Пермского края. Устье реки находится в 905 км по правому берегу Камы, река впадает в Камское водохранилище. Длина реки составляет 15 км.
Исток реки в лесах в 6 км к западу от села Пыскор. Течёт сначала на север, затем поворачивает на северо-восток и юго-восток. Впадает в боковой затон Камского водохранилища у деревни Нижние Новинки. Приток — ручей Северный (левый).

## Данные водного реестра
По данным государственного водного реестра России относится к Камскому бассейновому округу, водохозяйственный участок реки — Кама от водомерного поста у села Бондюг до города Березники, речной подбассейн реки — бассейны притоков Камы до впадения Белой. Речной бассейн реки — Кама.
По данным геоинформационной системы водохозяйственного районирования территории РФ, подготовленной Федеральным агентством водных ресурсов:
- Код водного объекта в государственном водном реестре — 10010100212111100006925
- Код по гидрологической изученности (ГИ) — 111100692
- Код бассейна — 10.01.01.002
- Номер тома по ГИ — 11
- Выпуск по ГИ — 1